# Fred Weldon Leslie
Fred Weldon Leslie (* 19. Dezember 1951 in Ancón, Panama, damalige Panamakanalzone) ist ein ehemaliger US-amerikanischer Astronaut. 

## Ausbildung
Leslie erhielt 1974 einen Bachelor in Ingenieurwesen von der University of Texas at Austin und 1977 einen Master sowie 1979 einen Doktortitel in Meteorologie mit Nebenfach Strömungslehre von der University of Oklahoma. Leslie besitzt außerdem eine Berufspilotenlizenz.

## Wissenschaftliche Tätigkeit
1979 arbeitete Leslie in der Forschung an der Purdue University und war 1980 für die Universities Space Research Association ein Gastwissenschaftler am Marshall Space Flight Center (MSFC). Leslie begann seine Arbeit für die NASA als Wissenschaftler im Space Science Laboratory am MSFC. Seit 1983 arbeitete er am Geophysical Fluid Flow Cell Experiment, das mit der Spacelab-Mission STS-51-B ins All flog und auch Teil der United States Microgravity Laboratory-2-Nutzlast (USML-2) war. Er arbeitete auch am Neutral Bueyancy Simulator und wurde 1987 Leiter der Abteilung für Flüssigkeitsdynamik. Er koordinierte auch mehr als 40 nationale und japanische Experimente für die Spacelab-Mission STS-40.

## STS-73
Am 20. Oktober 1995 startete Leslie als Nutzlastspezialist mit der Raumfähre Columbia ins All. Auf dieser 16-tägigen Spacelab-Mission unter der Bezeichnung „United States Microgravity Laboratory 2“ wurden 16 Hauptexperimente in den Forschungsdisziplinen Material-, Verbrennungswissenschaften, Flüssigkeitsphysik und Biotechnologie durchgeführt.
Anschließend wertete Leslie die Ergebnisse dieser Mission am MSFC weiter aus.